# Russell Smith (pianist)
William Russell Smith (Versailles (Kentucky), 12 juni 1890 – Indianapolis, 17 juli 1969) was een Amerikaanse jazzmuzikant (zang, piano), componist en orkestleider.

## Biografie
Russell Smith groeide op in Indianapolis en componeerde vanaf 1908 een reeks ragtime-nummers, waaronder Princess Rag, Microbe Rag en That Demon Rag. In hetzelfde jaar formeerde hij dan een van de belangrijkste Afro-Amerikaanse dansorkesten van de stad, dat een verbintenis kreeg in het Severin Hotel, waar het drie jaar lang optrad. In zijn orkest, waarin hij zowel pianist als zanger was, speelden onder andere Noble Sissle en Reginald DuValle.
Hij werkte daarna in New York voor W.C. Handy en hij trad op in het Lafayette Theatre in Harlem. Vervolgens speelde hij in de tourneeband Shuffle Along, werkte hij mee bij The Chocolate Dandies en bij de succesvolle revue van Noble Sissle en Eubie Blake van 1924. In 1935 keerde Smith voor altijd terug naar Indianapolis en trad hij eind jaren 1940 en begin jaren 1950 op met een jazztrio en in kwartetbezetting in het Sandy's en in het Meridian. Als hoofdberoep werkte hij als huismeester in een boekenzaak. In 1956 trad hij op in de nieuw geopende Indianapolis Jazz Club.
De pianist dient niet te worden verwisseld met de trompettist en zanger Russell Smith (1890-1966), die eveneens speelde bij Noble Sissle en Fletcher Henderson.

## Overlijden
Russell Smith overleed in juli 1969 op 79-jarige leeftijd.
- Library of Congress Control Number: no2009054050
- MusicBrainz: 2ab4a6e4-230e-4798-b96e-13ea7b23566a
- Virtual International Authority File: 86341326
- WorldCat: E39PCjGKxGW9QbmfP3cwqvRcpq